# Xenofrea trigonalis
Xenofrea trigonalis es una especie de escarabajo longicornio del género Xenofrea, tribu Xenofreini, subfamilia Lamiinae. Fue descrita científicamente por Bates en 1885.

## Descripción
Mide 9-9,54 milímetros de longitud.

## Distribución
Se distribuye por Bolivia, Guayana Francesa y Perú.